# Кассіо Баррос
Кассіо Алвес де Баррос (порт. Cássio Alves de Barros, нар. 17 січня 1970, Ріо-де-Жанейро) — бразильський футболіст, який грав на позиції захисника. По завершенні ігрової кар'єри — тренер. З 2016 року очолює тренерський штаб команди «Дукі-ді-Кашіас». Виступав, зокрема, за клуб «Васко да Гама», а також олімпійську збірну Бразилії.
Чемпіон Бразилії. Триразовий переможець Ліги Каріока. 

## Клубна кар'єра
Народився 17 січня 1970 року в місті Ріо-де-Жанейро. Вихованець футбольної школи клубу «Васко да Гама». Дорослу футбольну кар'єру розпочав 1989 року в основній команді того ж клубу. 24 вересня того ж року дебютував у Серії A, в поєдинку проти «Баїя». У складі «чорно-білих» зіграв 11 матчів у чемпіонаті Бразилії, в яких відзначився 1 голом. Також допоміг команді виграти Серію А. Разом з «Васко да Гама» грав у Кубку Лібертадорес (1990) та Кубку КОНМЕБОЛ (1993). Сезон 1995 року провів в оренді в «Флуміненсе». Після повернення до «Васко» провів у команді ще два сезони, зокрема, відзначився голом у Кубку КОНМЕБОЛ 1996. Загалом у команді провів 8 сезонів сезонів, взявши участь у 274 матчах чемпіонату.
Згодом з 1997 по 2001 рік грав у складі команд «Гуарані» (Кампінас), «Сантус», «Португеза Деспортос», «XV ді Новембро» та «Штутгартер Кікерс». У складі останнього з вище вказаних клубів зіграв 33 матчі в Другій Бундеслізі.
У 2001 році перейшов «Гояс», у складі якого 2002 року завершив кар'єру футболіста. Востаннє в чемпіонаті Бразилії виходив на футбольне поле 6 жовтня 2001 року, в програному (0:1) поєдинку проти «Гуарані».

## Виступи за збірні
1989 року залучався до складу молодіжної збірної Бразилії. На молодіжному рівні зіграв у 5 офіційних матчах, відзначився 1 голом (у переможному, 5:0, поєдинку проти Малі).
1991 року у складі національної збірної Бразилії в товариському поєдинку проти Уельсу. Після цього ще декілька разів викликався до збірної, але той матч так і залишився єдиним для Касіо в головній команді країни.
1992 року захищав кольори олімпійської збірної Бразилії. У складі цієї команди провів 5 матчів. У 1992 році викликався на матчі Передолімпійського турніру КОНМЕБОЛ 1992, проте в жодному з них на полі не з'являвся.

## Кар'єра тренера
Розпочав тренерську кар'єру, повернувшись до футболу після тривалої перерви, 2012 року, очоливши тренерський штаб «Васко да Гама U-17». У 2016 році тренував також дорослі команди клубів «Тігрес до Бразіль» та «Дукі-ді-Кашіас». З 2016 по 2018 рік працював головним тренером «Мадурейри U-20». З 2019 року очолює «Палмас».

## Досягнення
«Васко да Гама»
- Серія A
  -  Чемпіон (1): 1989

- Ліга Каріока
  -  Чемпіон (3): 1992, 1993, 1994

Бразилія
- Чемпіон Південної Америки (U-20): 1988